# Sisneri Mahadevsthan
Sisneri Mahadevsthan – gaun wikas samiti w środkowej części Nepalu w strefie Narajani w dystrykcie Makwanpur. Według nepalskiego spisu powszechnego z 2001 roku liczył on 658 gospodarstw domowych i 3359 mieszkańców (1672 kobiet i 1687 mężczyzn).